# Cymatopus griseatus
Cymatopus griseatus är en tvåvingeart som först beskrevs av Charles Howard Curran 1926.  Cymatopus griseatus ingår i släktet Cymatopus och familjen styltflugor. Inga underarter finns listade i Catalogue of Life.